# Pi1 Orionis
Título a ser usado para criar uma ligação interna é Pi1 Orionis.
Pi1 Oriontis (7 Oriontis) é uma estrela na direção da constelação de Orion. Possui uma ascensão reta de 04h 54m 53.70s e uma declinação de +10° 09′ 04.1″. Sua magnitude aparente é igual a 4.64. Considerando sua distância de 121 anos-luz em relação à Terra, sua magnitude absoluta é igual a 1.80. Pertence à classe espectral A0V.